# 加藤宇兵衛

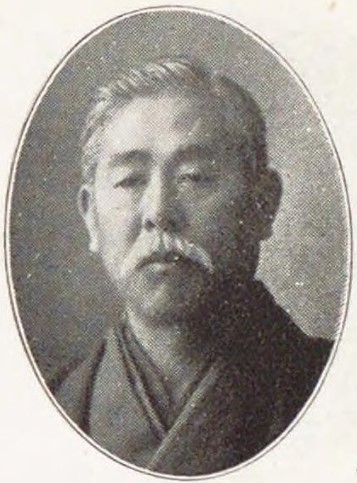
加藤宇兵衛

3代 加藤 宇兵衛（かとう うへえ、1862年1月27日（文久元年12月28日） - 1929年（昭和4年）8月22日）は、明治から昭和時代初期の政治家、銀行家、実業家。大地主。貴族院多額納税者議員。衆議院議員（3期）。

## 経歴
造酒屋「沢成 (さわなり、屋号・沢屋)」の2代・加藤成之助の長男として、陸奥黒石藩領津軽郡黒石上町（青森県南津軽郡黒石町を経て現黒石市）に生まれる。1890年（明治23年）から青森県会議員に5回、1902年（明治35年）から衆議院議員に3回当選する。さらに1906年（明治39年）には青森県多額納税者として貴族院議員に互選され、翌年1月18日から1911年（明治44年）9月28日まで在任した。
郷里の教育に力を入れ、1902年（明治35年）黒石小学校校友会を設立し、会長を28年に渡り務めた。また黒石町の幼稚園、黒石公園の開設や道路網の改修に尽力した。ほか、青森県参事会員、県農会名誉会員、黒石銀行頭取、津軽鉄道社長、津軽銀行、東北水産、東北生命保険、青森県農工銀行各取締役などを歴任した。

## 親族
⚫︎ 長男:誠一 (明治22年生まれ、妻 きよ は、貴族院多額納税者議員宇野清左衛門孫)
⚫︎ 娘 (陸軍大将 岡村寧次妻)
⚫︎親族:貴族院多額納税者議員 高谷豊之助